# En saga
En saga (titolo finlandese: Satu, traducibile in italiano come Una saga), Op. 9, è un poema sinfonico per orchestra a singolo movimento, scritto nel 1891-1892 dal compositore finlandese Jean Sibelius. La composizione, che probabilmente venne iniziata come un settetto o un ottetto per flauto, clarinetto e gruppo di archi prima di diventare un poema sinfonico orchestrale, fu presentata il 16 febbraio 1893 a Helsinki, con Sibelius alla guida della Società orchestrale di Helsinki. Un decennio più tardi, nel 1902, Sibelius modificò sostanzialmente “En saga” in risposta a un invito di Ferruccio Busoni a dirigere il pezzo a Berlino. Il poema sinfonico si affianca quindi alla Suite Lemminkäinen, al Concerto per violino, a Le Oceanidi e alla Quinta sinfonia come una delle opere più revisionate di Sibelius. Il concerto di Berlino, che si tenne due settimane dopo che Robert Kajanus aveva presentato in anteprima il pezzo rivisto a Helsinki il 2 novembre, portò finalmente Sibelius alla svolta tedesca che desiderava da tempo.
In modo non comune per un poema sinfonico di Sibelius, En saga è senza programma o fonte letteraria. Tuttavia, il carattere avventuroso ed evocativo della musica ha incoraggiato molti ascoltatori ad avventurarsi nelle proprie interpretazioni, tra cui un paesaggio fantastico (come quello del pittore finlandese Akseli Gallen-Kallela), una spedizione di caccia, la narrazione di un bardo  e l'essenza del popolo finlandese. Sibelius di solito rifiutava di stabilire un programma, anche se negli anni '30 ammise che, se si fosse dovuta trovare una fonte di ispirazione, il poema sinfonico avrebbe dovuto la sua natura non al Kalevala, il poema epico nazionale della Finlandia, ma piuttosto agli Edda islandesi. Negli anni '40, tuttavia, Sibelius era tornato alla sua posizione precedente, descrivendo invece l'opera come "l'espressione di un certo stato d'animo", un lavoro con una componente autobiografica non specificata, "dolorosa", per la quale "tutte le interpretazioni letterarie [erano quindi] totalmente aliene".
I critici hanno molto elogiato En saga come un capolavoro di "sorprendente potenza e originalità" che, stilisticamente, mostra il "marchio personale del primitivismo musicale" di Sibelius. Inoltre, la versione rivista del poema sinfonico è spesso descritta come di qualità superiore rispetto alla crudezza giovanile della versione precedente. La prima, e ad oggi unica, registrazione della versione originale, fu fatta nel 1995 da Osmo Vänskä con l'Orchestra Sinfonica di Lahti. Un'esecuzione tipica della versione finale della composizione dura circa 18 minuti, quasi 4 minuti in meno rispetto alla precedente.

## Storia

### Composizione

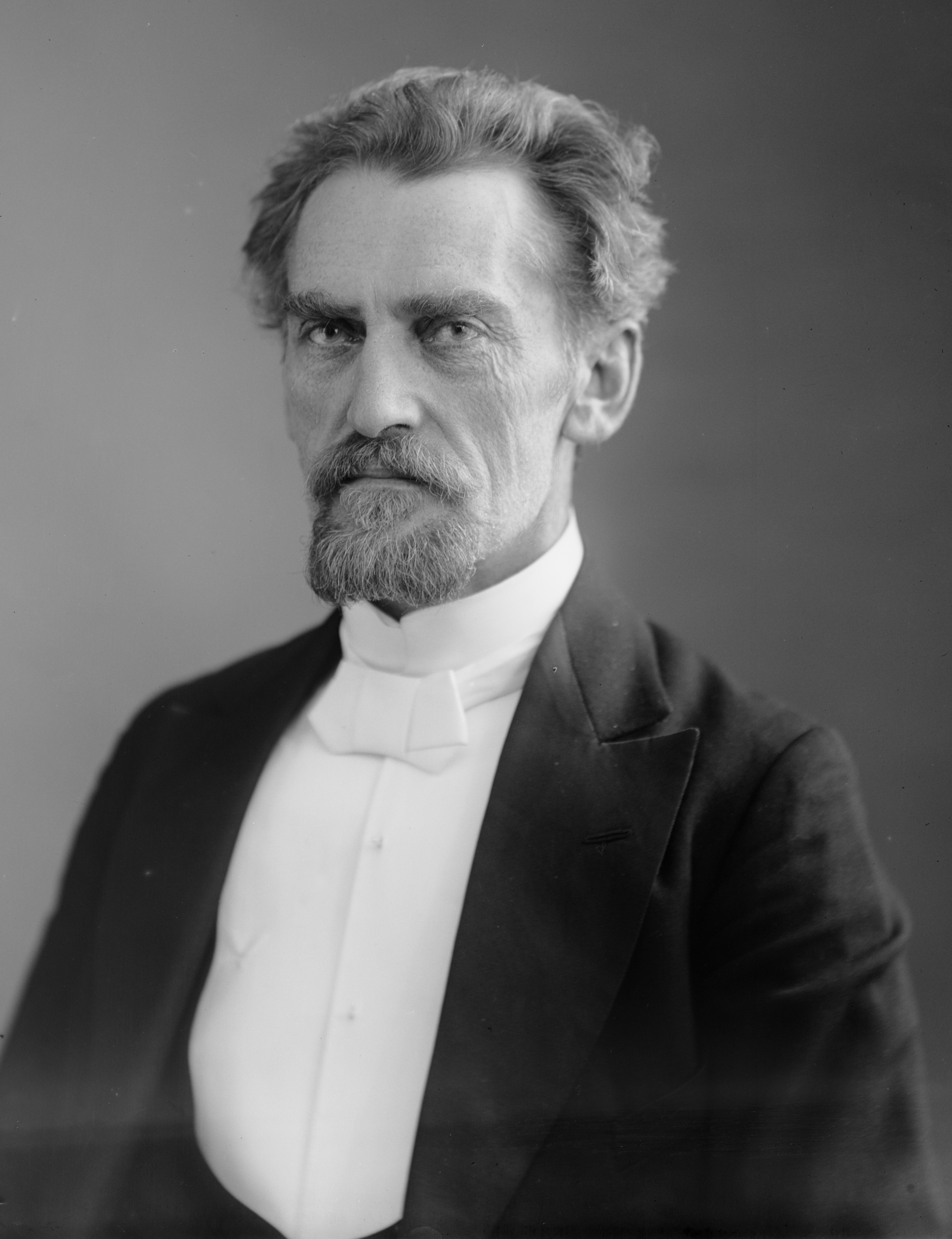
Il direttore finlandese Robert Kajanus (c.1910), che incoraggiò Sibelius a comporre En saga e in seguito avrebbe presentato in anteprima la versione rivista del poema sinfonico

Sebbene le origini creative di En saga rimangano alquanto incerte, sembra che il materiale di origine potrebbe essere iniziato e poi evoluto come un settetto o un ottetto per flauto, clarinetto e gruppo di archi, che il compositore aveva iniziato nel 1890-1891, quando era ancora uno studente a Vienna di Robert Fuchs e Karl Goldmark: occorre però precisare che questo pezzo da camera non è mai stato trovato. Dopo il successo della sinfonia corale Kullervo nel 1891, Robert Kajanus, fondatore e direttore principale della Società orchestrale di Helsinki, chiese a Sibelius un pezzo puramente orchestrale, ma "in uno stile più popolare" che non costituisse "una richiesta troppo grande per le possibilità di concentrazione e di comprensione [del pubblico generico]"; negli anni '30, Sibelius disse al suo biografo, Karl Ekman, che il risultato di questo invito fu il poema sinfonico orchestrale En saga.
Tuttavia, più avanti Sibelius respinse l'influenza di Kajanus, raccontando a un secondo biografo, Eric Ringbom, negli anni '50, che En saga in realtà non era stato il risultato della proposta di Kajanus: "Non ne venne fuori nulla. Invece completai l'opera orchestrale che avevo già iniziato ed alla quale diedi il titolo En saga. Non aderii alla sua richiesta di scrivere 'un breve pezzo con Da Capo''. Che le dichiarazioni di Sibelius ad Ekman e ad Ringbom siano incoerenti è, forse, un segno che Sibelius desiderava minimizzare l'influenza del suo amico e rivale a intermittenza decenni dopo la morte di quest'ultimo (Kajanus era morto nel 1933) o che era ansioso di dissipare l'idea che En saga fosse meno importante delle altre sue composizioni.
Il manoscritto autografo della versione originale di En saga del 1892 non esiste più, sebbene un manoscritto e un gruppo completo di parti orchestrali siano conservati nella collezione dell'Orchestra Filarmonica di Helsinki. Il copista di questi documenti rimane sconosciuto; nonostante le fatture rimaste indichino che due copisti impiegati in genere da Sibelius, August Österberg ed Ernst Röllig, copiarono ciascuno la partitura, rispettivamente nel luglio 1895 e nel dicembre 1898, né il manoscritto restante, né le parti orchestrali sono in mano a nessuno dei due uomini. Molto probabilmente i documenti furono prodotti nel 1901 da un copista non identificato per il direttore Georg Schnéevoigt, che diresse la versione originale del poema sinfonico durante la sua tournée di concerti a Riga.

#### Revisione
Nel 1902 il compositore, direttore d'orchestra e pianista italiano Ferruccio Busoni, iniziò una serie di concerti (alla fine 12 in tutto, dal 1902 al 1909) con i Berliner Philharmoniker alla Beethovensaal dell'Orchestra filarmonica. Secondo Della Couling, biografa di Busoni, i concerti suscitarono polemiche sin dall'inizio: la decisione di Busoni di presentare musica nuova, moderna (in gran parte non tedesca/austriaca) in una città famosa per la sua devozione al celebre talento locale, rinforzò solo la percezione a Berlino che Busoni fosse un po' un "anticonformista". A giugno Busoni invitò Sibelius, suo amico di vecchia data, a dirigere En saga (suggerì anche come sostituti sia la Seconda sinfonia che il poema sinfonico La ninfa dei boschi) all'inizio di novembre:
(Ferruccio Busoni, in una lettera di giugno 1902 a Sibelius)
Sembra che Sibelius si sia opposto a un lavoro corale (forse la cantata recentemente completata Tulen Synty), poiché Busoni in seguito rispose, "Purtroppo non posso smettere di pensare all'incertezza e al disagio causato dai cantanti ... Pertanto credo che sarebbe meglio attenersi alla 'pura' orchestra". Sebbene Sibelius sia rimasto indeciso tra la Seconda Sinfonia ed En saga fino a ottobre, alla fine optò per il poema sinfonico in forma rivista. Sibelius prese la decisione di rivedere En saga durante l'estate a Tvärminne (Hanko), come evidenziato da una lettera del 28 luglio che Axel Carpelan, amico e mecenate di Sibelius, scrisse a suo cugino dopo aver fatto visita al compositore a Tvärminne. Tuttavia ne derivò un ritardo: Sibelius non ricevette il manoscritto a Tvärminne fino al 24 settembre (almeno). In vista della scadenza di novembre, Sibelius corse per completare le revisioni in un mese e per risparmiare tempo, probabilmente riutilizzò le pagine del manoscritto originale, cosa che richiese piccole modifiche. Secondo Wicklund, è questa tecnica che probabilmente spiega il fatto che il manoscritto autografo della versione originale non sia rimasto.

### Esecuzioni

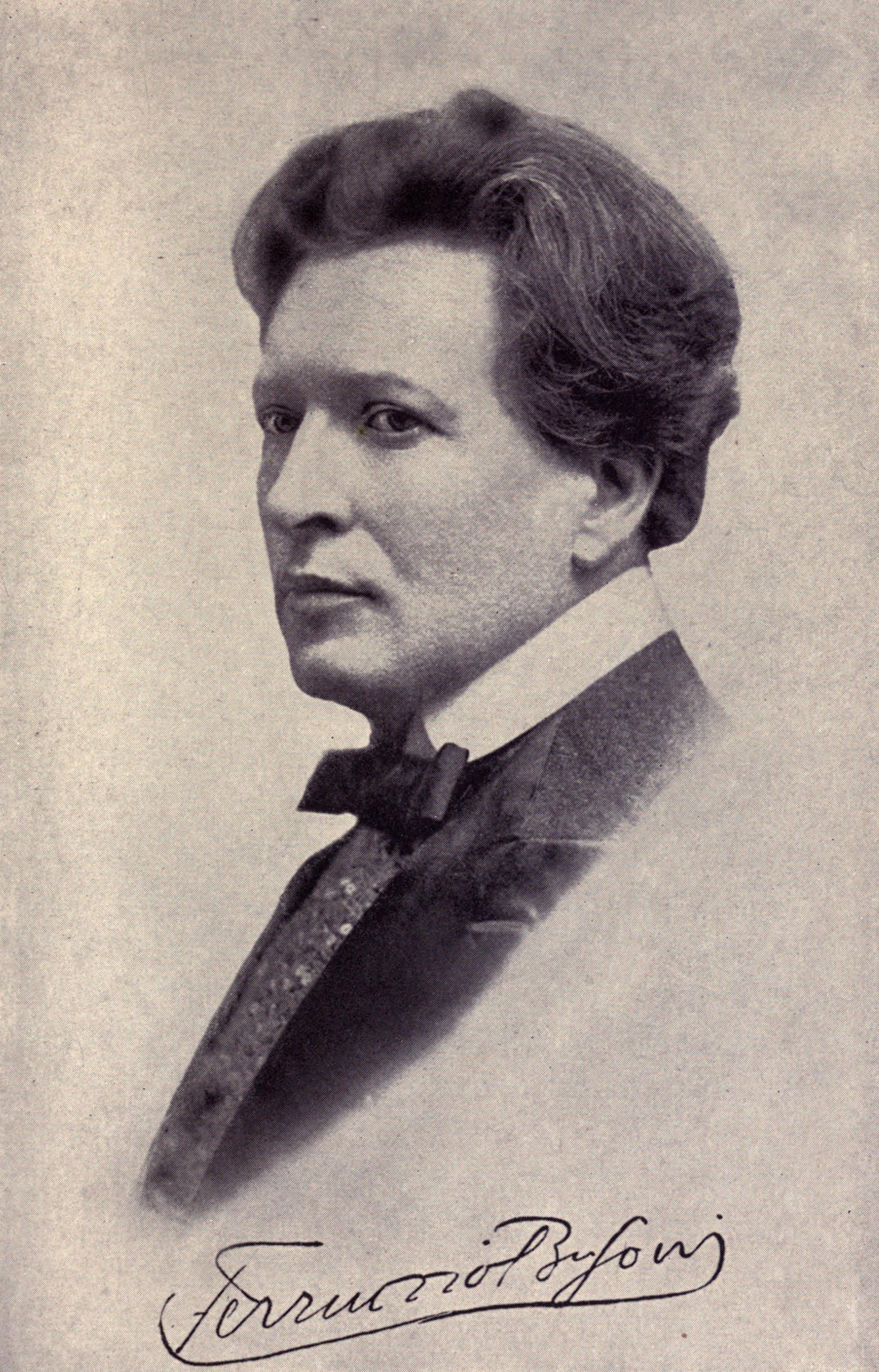
Il compositore italiano Ferruccio Busoni (1911 circa), un amico di Sibelius che gli diede l'opportunità di dirigere la versione rivista di En saga a Berlino nel 1902

La versione originale del poema sinfonico fu presentata per la prima volta il 16 febbraio 1893 nella Sala delle solennità dell'Università di Helsinki, con Sibelius alla direzione della Società orchestrale di Helsinki; il programma del concerto includeva anche la Seconda Suite dal Peer Gynt di Grieg e Manfred di Schumann, nonché brani di vari compositori, tutti diretti da Kajanus. Come notato sopra, sia Kajanus che Schnéevoigt inclusero En saga in vari concerti successivi.

#### Svolta tedesca
Sebbene Sibelius avesse revisionato En saga espressamente per il concerto di Busoni, la prima della versione rivista del poema sinfonico non avvenne a Berlino ma a Helsinki il 2 novembre 1902, con Kajanus alla guida della Società orchestrale di Helsinki; il programma includeva anche la Seconda Sinfonia di Svendsen e il Concerto per violino n. 1 di Bruch. Anche se i critici finlandesi elogiarono En saga, c'era una palpabile sensazione che il concerto di Helsinki fosse semplicemente una prova generale per la grande inaugurazione di Berlino. Il concerto di Berlino fu davvero un evento importante per Sibelius: non solo avrebbe segnato la seconda volta che si esibiva all'estero, ma gli avrebbe anche dato l'opportunità di presentare personalmente la sua arte ad un pubblico esigente dell'Europa centrale. I critici finlandesi cercarono di sostenere Sibelius scrivendo che, secondo loro, En saga era degno di essere eseguito all'estero, mentre i giornali finlandesi promossero in modo consistente l'imminente concerto. Pochi giorni dopo, la posta in gioco divenne ancora più chiara: i critici di Berlino salvarono il primo dei concerti di Busoni l'8 novembre, il cui programma includeva selezioni da Il sogno di Geronte di Elgar, l'ouverture dell'opera Les Barbares di Saint-Saëns e Rondo Infinito di Sinding.
Questo era l'ambiente in cui Sibelius veniva come secondo nel programma di Busoni del 15 novembre, che includeva anche il notturno orchestrale Paris di Delius, il Concerto per pianoforte di Théophile Ysaÿe e la ballata Pán halála (La morte di Pan) di Ödön Mihalovich ("i miei colleghi concorrenti", come Sibelius si riferiva a loro in una lettera del 12–13 novembre a sua moglie Aino). Sibelius era sotto stress costante: durante il viaggio in Germania, lavorò sulle parti orchestrali, molte delle quali contenevano errori di copia; al suo arrivo fu furioso di essere secondo nel programma ed era infastidito dal fatto che entrambe le prove promesse fossero state programmate per il 13 novembre. Le prove tuttavia andarono bene e gli orchestrali reagirono favorevolmente al poema sinfonico: come Sibelius disse ad Aino, "È così bello... Busoni mi ha persino abbracciato".

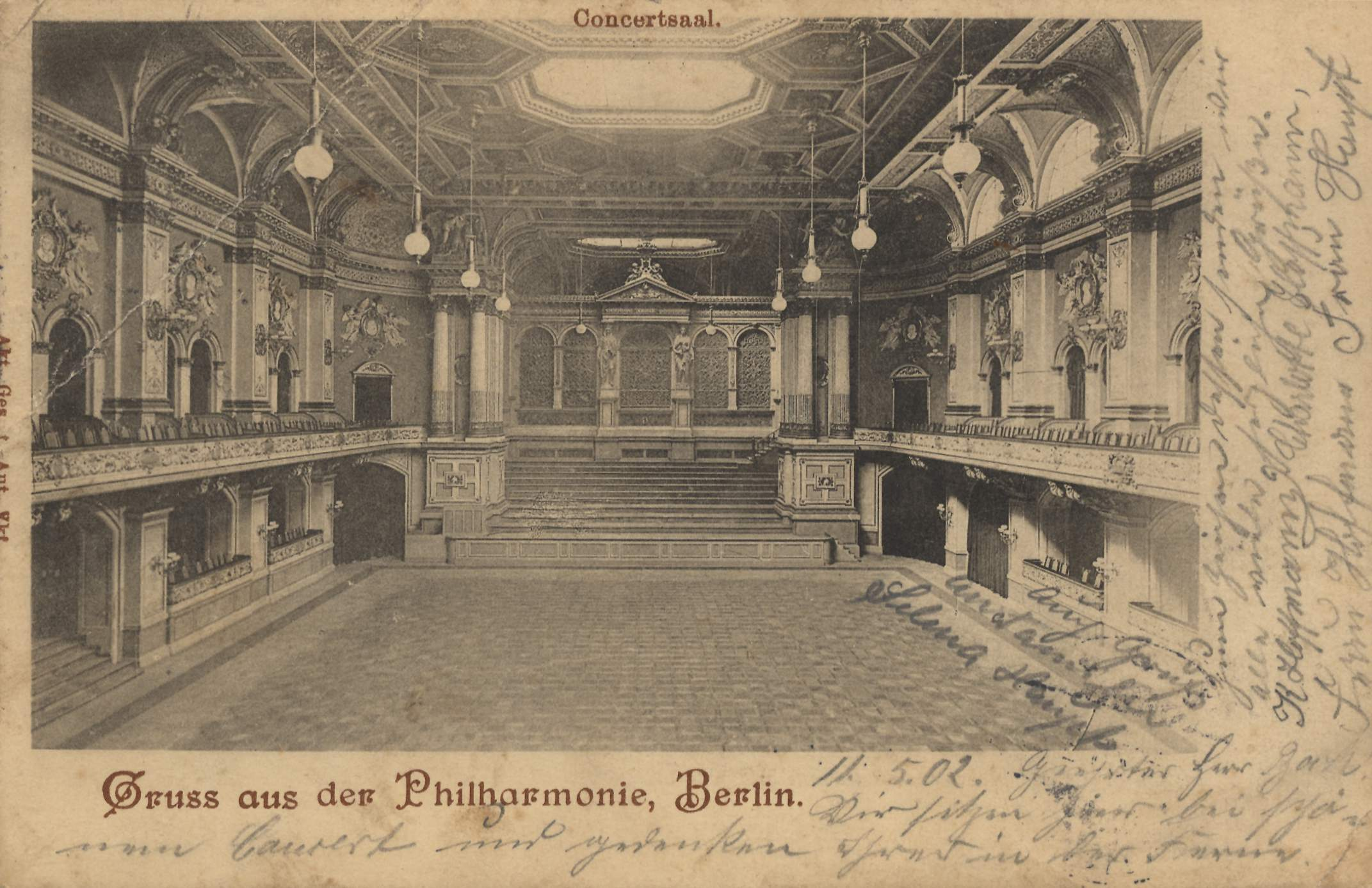
La Beethovensaal (c. 1902) del vecchio Philharmonie Berlin, dove si tenevano i concerti di Busoni. (L'edificio fu distrutto nel 1944, durante la guerra)

La reazione dei critici di Berlino al secondo concerto, tuttavia, fu ostile. Otto Lessmann di Allgemeine Musik-Zeitung descrisse l'esecuzione come "penosa", sottolineando aspramente: "Se in tali opere si dovessero illustrare i passi avanti nell'arte, la musa le avrebbe coperto la testa"; mentre Rudolph Buck commentò nel giornale berlinese Neueste Nachrichten, "Dopo il completo fiasco del secondo concerto, l'annuncio che questi concerti orchestrali sarebbero continuati nell'autunno del 1903 suonava un po' blasfemo". Tuttavia, sembra che Sibelius sia emerso più o meno incolume; in effetti, l'opinione generale era che En saga fosse "l'unico lavoro di valore" del programma. Le recensioni positive sulla scia del concerto risollevarono chiaramente lo spirito di Sibelius. Dopo il concerto un fiducioso Sibelius raccontò a sua moglie la qualità della sua arte e della sua direzione: 
(Jean Sibelius, in una serie di lettere a sua moglie, Aino Sibelius, datate 16-17 novembre 1902)
Come osserva Tawaststjerna, grazie a En saga finalmente il "ghiaccio era stato rotto per Sibelius in Germania", un successo per il quale aveva sperato a lungo. Sibelius fu festeggiato come ospite di Busoni in una cena "sontuosa".

## Orchestrazione
- Legni: 2 ottavini, 2 flauti, 2 oboi, 2 clarinetti (in si bem.), 2 fagotti
- Ottoni: 4 corni (in fa), 3 trombe (in fa), 3 tromboni, tuba
- Percussioni: grancassa, piatti, triangolo
- Archi: violini, viole, violoncelli, contrabbassi

## Arrangiamento per settetto
Le origini creative di En saga rimangono piuttosto incerte, anche se le dichiarazioni di Sibelius a Ekman e Furuhjelm indicano che il pezzo potrebbe essersi evoluto da schizzi per un settetto o un ottetto che il compositore aveva iniziato nel 1890-1891. Ad oggi, tuttavia, i ricercatori non sono stati in grado di recuperare il pezzo da camera pre En saga, né come manoscritto completo né gli schizzi incompiuti (sempre che una tale composizione sia mai esistita). Gregory Barrett, professore di clarinetto presso la Northern Illinois University School of Music, ha comunque cercato di rivendicare questo (presunto) "capolavoro perduto da camera", organizzando nel 2003 l'originale poema sinfonico orchestrale del 1892 per flauto, clarinetto, due violini, viola, violoncello e contrabbasso.
I resoconti contemporanei che descrivono il settetto di Barrett come una "ricostruzione" sono inaccurati; poiché gli schizzi di Sibelius del 1890–91 non sono sopravvissuti, non c'è modo di sapere quanto fosse simile il pezzo da camera di Sibelius alla prima versione orchestrale di En saga e, per estensione, all'arrangiamento da camera di Barrett. È per questo motivo che il settetto Barrett non è incluso nella BIS Complete Sibelius Edition di 13 volumi, un progetto del 2007-2011 che ha inciso tutte le annotazioni che Sibelius abbia mai scritto.
Il 14 giugno 2003 sei musicisti dell'Orchestra Sinfonica di Lahti si sono uniti a Barrett (al clarinetto) per presentare il settetto alla Brahmssaal del Musikverein di Vienna, la città in cui Sibelius affermava di aver composto il suo settetto/ottetto (perso) pre-En saga; la Società per l'amicizia austriaca-finlandese sponsorizzò lo spettacolo, mentre l'ambasciata finlandese ospitò un ricevimento dopo il concerto. Il settetto Barrett fu registrato per la prima volta nel maggio 2008 nella Sigyn-sali di Turku, in Finlandia, dal Turku Ensemble e pubblicato il 12 luglio 2011 dalla Pilfink Records. Numerose recensioni rilevano la cospicua assenza degli ottoni e delle percussioni del poema sinfonico, sebbene uno degli interpreti, il flautista Ilari Lehtinen, sostenne che il settetto compensa facendo "sembrare più personali e più strazianti gli aspetti intimi dell'opera". Scrivendo per Fanfare, Steven Ritter elogiò il settetto come "notevole", osservando che sebbene "agli ascoltatori acuti mancheranno gli ottoni e tutto il fasto e la bellezza della maestà orchestrale che associamo a Sibelius", l'arrangiamento di Barrett "ha molto da offrire e non perde molto in atmosfera". Carl Bauman, d'altra parte, scrivendo per l'American Record Guide, sostenne che il materiale musicale "qui non va così bene come nella sua orchestrazione".

## Discografia
En saga è uno dei poemi sinfonici più comunemente incisi di Sibelius, sebbene sulla scia di composizioni più famose come Il cigno di Tuonela e Finlandia. La prima registrazione fu fatta nel 1938 con Sir Thomas Beecham alla direzione della London Symphony Orchestra. Ad oggi l'unica registrazione della versione originale del 1892 (22:23) è di Osmo Vänskä e l' Orchestra Sinfonica di Lahti per l'etichetta BIS (BIS-CD-800); è stato registrato nel maggio 1995 e appare sull'album con la versione originale del 1915 della Quinta Sinfonia.
L'album fu presentato con notevole successo. James McCarthy di Gramophone etichettò il disco come un cambiamento di prospettiva, osservando che le versioni originali dei pezzi fornivano "materiale affascinante per il confronto" e consentivano "uno scorcio di due capolavori familiari nella realizzazione". Kurt Moses, scrivendo nella American Record Guide, lodò allo stesso modo il disco per aver fornito "informazioni rare sul processo creativo di un compositore", ma avvertì che "mentre gli appassionati di Sibelius lo adoreranno ... questo non è un 'must buy' per tutti ... e non sostituisce ... le versioni finali di queste opere".
| Direttore                 | Orchestra                                  | Anno | Durata | Disponibile su                          |
| ------------------------- | ------------------------------------------ | ---- | ------ | --------------------------------------- |
| Vladimir Ashkenazy        | Philharmonia Orchestra                     | 1981 | 19:27  | Decca (000121902)                       |
| William Boughton          | Royal Philharmonic Orchestra               | 1990 | 19:17  | Nimbus (7716)                           |
| Sergiu Comissiona         | Orchestra Filarmonica di Helsinki          | 1991 | 20:27  | Ondine (ODE767)                         |
| Andrew Davis              | Orchestra Filarmonica Reale di Stoccolma   | 1996 | 17:31  | Apex (7406202)                          |
| Mikko Franck              | Orchestra Sinfonica della Radio Svedese    | 1999 | 19:46  | Ondine (ODE953)                         |
| Wilhelm Furtwängler       | Berliner Philharmoniker                    | 1943 | 20:31  | Deutsche Grammophon (471294)            |
| Wilhelm Furtwängler       | Wiener Philharmoniker                      | 1950 | 20:29  | Music and Arts (CD-799)                 |
| Yoel Levi                 | Orchestra Sinfonica di Atlanta             | 1992 | 17:47  | Telarc (80320)                          |
| Adrian Leaper             | Orchestra Filarmonica Slovacca             | 1989 | 17:27  | Naxos (8.550200)                        |
| Herbert von Karajan       | Berliner Philharmoniker                    | 1976 | 18:24  | Warner Classics (633619)                |
| Lorin Maazel              | Orchestra Sinfonica di Pittsburgh          | 1992 | 17:08  | Sony (87882)                            |
| Alexander Gibson          | Royal Scottish National Orchestra          | 1977 | 18:08  | Chandos (CHAN8395)                      |
| Alexander Gibson          | Royal Philharmonic Orchestra               |      | 17:00  | Collins Classics (CC-1093)              |
| Tuomas Ollila-Hannikainen | Orchestra Filarmonica di Tampere           | 1995 | 18:09  | Ondine (ODE871)                         |
| Petri Sakari              | Orchestra Sinfonica Islandese              | 2000 | 18:54  | Naxos (8.555299)                        |
| Esa-Pekka Salonen         | Los Angeles Philharmonic Orchestra         | 1991 | 17:26  | Sony (48067)                            |
| Malcolm Sargent           | Wiener Philharmoniker                      | 1961 | 18:29  | Warner Classics (2564-634121)           |
| Ole Schmidt               | Royal Philharmonic Orchestra               | 1996 | 17:51  | Regis (1216)                            |
| Horst Stein               | Orchestra de la Suisse Romande             | 1971 | 16:12  | Decca (417 697-2)                       |
| Arturo Toscanini          | NBC Symphony Orchestra                     | 1952 | 18:03  | Music & Arts Programs of America (4755) |
| Osmo Vänskä               | Orchestra Sinfonica di Lahti               | 2000 | 18:03  | BIS (BIS-CD-1225)                       |
| Vasilij Sinajskij         | Orchestra Filarmonica di Mosca             | 1991 | 17:49  | Brilliant Classics (BC9212)             |
| Kurt Sanderling           | Konzerthausorchester Berlin                | 1970 | 19:54  | Brilliant Classics (BC9267)             |
| Eugene Ormandy            | Orchestra di Filadelfia                    | 1975 |        | RCA Red Seal (38123)                    |
| Eugene Ormandy            | Orchestra di Filadelfia                    | 1963 | 16:55  | Sony Essential Classics (48271)         |
| Eugene Ormandy            | Orchestra di Filadelfia                    | 1955 | 15:47  | Pristine (PASC 205)                     |
| Neeme Järvi               | Orchestra Sinfonica di Göteborg            | 1992 | 17:52  | Deutsche Grammophon (000459702)         |
| Neeme Järvi               | Orchestra Sinfonica di Göteborg            | 1985 | 18:35  | BIS (BIS-CD-295)                        |
| Colin Davis               | London Symphony Orchestra                  | 1994 | 18:48  | RCA Red Seal (82876557062)              |
| Colin Davis               | Sächsische Staatskapelle Dresden           | 2003 | 19:22  | Profil (PH05049)                        |
| Colin Davis               | Boston Symphony Orchestra                  | 1980 | 17:49  | Philips Eloquence (47628172)            |
| Leif Segerstam            | Orchestra Sinfonica Nazionale Danese       | 1991 | 19:37  | Chandos (CHAN8965)                      |
| Paavo Berglund            | Orchestra Sinfonica di Bournemouth         | 1974 | 19:03  | Warner Classics (0094639768950)         |
| Antal Doráti              | London Symphony Orchestra                  | 1969 | 18:48  | EMI Classics (724358578522)             |
| Vladimir Fedoseev         | Orchestra Sinfonica Čajkovskij             | 1998 | 19:42  | Relief (CR991052)                       |
| Adrian Boult              | London Philharmonic Orchestra              | 1956 | 17:36  | Omega Classics (OCD1027)                |
| Anthony Collins           | Royal Philharmonic Orchestra               | 1957 |        | Beulah (5PD8)                           |
| Thomas Beecham            | London Philharmonic Orchestra              | 1938 | 17:32  | Naxos Historical (8.110867)             |
| Jukka-Pekka Saraste       | Orchestra sinfonica della radio finlandese | 1987 | 18:05  | RCA Red Seal (74321886852)              |
| Eduard van Beinum         | Orchestra reale del Concertgebouw          | 1952 | 19:14  | Decca Eloquence (4229487)               |

### Osservazioni
1. ↑  Le scelte di Busoni sfidarono certamente le norme tedesche; secondo Couling, "I risultati sorprendenti dei compositori tedeschi e austriaci ... avevano portato la musica tedesca in prima fila in Europa, ma sfortunatamente avevano contribuito ad alimentare un crescente sciovinismo e la convinzione che valesse la pena prendere sul serio solo la musica tedesca".[11]
2. ↑  Il manoscritto probabilmente era in possesso di Kajanus, che diresse "En saga" durante il suo tour estivo di concerti a Kiev
3. ↑  Il primo è Heidelberg nell'estate del 1901, che aveva caratterizzato due delle Leggende di Lemminkäinen.[17]
4. ↑  Per il progetto, Barrett ottenne una copia del poema sinfonico orchestrale originale del 1892 dall'Orchestra Filarmonica di Helsinki e ricevette il permesso di prendere accordi sia con il detentore del copyright, Breitkopf & Härtel, sia dalla famiglia Sibelius.[24]
5. ↑  Breitkopf & Härtel, l'editore del settetto, ad esempio, descrive il pezzo come una "ricostruzione approssimativa".
6. ↑  Andrew Barnett in particolare aveva messo in guardia contro un linguaggio così impreciso: "Mi è stato detto che si tratta semplicemente di un arrangiamento da camera della versione originale di En saga del 1892-1893. Se è così, potrebbe essere un pezzo efficace e senza dubbio è arrangiato con grande abilità, ma avrebbe poca somiglianza con qualsiasi pezzo da camera che Sibelius ha scritto (o in questo caso non ha scritto, credo fermamente). Non voglio essere un guastafeste, ma se stai facendo ricerche per un capolavoro perduto, questo ha tutti i tratti distintivi di una falsa pista ... si prega di notare anche la distinzione tra un arrangiamento di un'opera orchestrale e una ricostruzione di un lavoro da camera perduto"! (sottolineato nell'originale)[25]